# 오하라정 (오카야마현)
오하라정(大原町)은 오카야마현 북동부 아이다군에 위치해 효고현과 접했던 정이다. 2005년 3월 31일, 아이다군 미마사카정, 사쿠토정, 아이다정, 히가시아와쿠라촌, 가쓰타군, 가쓰타정과 신설 합병으로 미마사카정이 되어 소멸하였다.

## 지리
주고쿠 산지에 위치하여 산림으로 차지하고 있다. 마을 중앙부를 북쪽에서 남쪽으로 흐르는 요시노 강가는 비교적 평지를 이루고 있다.

## 역사
오하라주쿠는 이나바 국과 하리마 국을 잇는 이나바 가도의 숙소로서 에도 시대보다 번성했다는 역사를 가지고 있다.
- 1889년 6월 1일 - 정촌제 시행에 수반해 요시노군 오하라촌이 성립하였다.
- 1900년 4월 1일 - 요시노군, 아이다군과 합병으로 새로운 아이다군이 되었다.
- 1922년 10월 1일 - 정으로 승격해 오라하정이 되었다.
- 1954년 3월 25일 - 아이다군 오하라정, 기노모촌, 오노촌, 오요시촌의 1정 3촌이 합병해, 신 오하라정이 되었다.
- 2005년 3월 31일 - 아이다군 미마사카정, 사쿠토정, 아이다정, 히가시아와쿠라촌, 가쓰타군, 가쓰타정과 신설 합병으로 미마사카정이 되었다.

## 교통

### 철도
- 지즈 급행 지즈 선

### 도로
- 주고쿠 자동차도
- 국도 제179호선
- 국도 제373호선 (일본)(일본어판)
- 국도 제429호선 (일본)(일본어판)